# Skineater
Skineater ist eine schwedische Death-Metal-Band aus Sala, die im Jahr 2008 gegründet wurde.

## Geschichte
Die Band wurde im Jahr 2008 von Gitarrist Håkan Stuvemark gegründet, nachdem er seine Position als Bassist bei GrandExit aufgegeben hatte. Kurz darauf kam als Schlagzeuger Jeramie Kling hinzu. Im Sommer 2009 nahm die Band zwei Lieder in Jonas Kjellgrens Haus auf, die den Namen Dismantling und He Was Murdered trugen. Kling übernahm hierbei auch den Gesang. Im Herbst desselben Jahres nahm die Band Kontakt zu diversen Labels auf, konnte jedoch noch bei keinem Label einen Vertrag erreichen. Im Februar 2011 kam Stefan Westerberg, Schlagzeuger bei Carnal Forge, als Bassist zur Band. Kurze Zeit später erreichte die Band einen Vertrag bei Pulverised Records. Das Debütalbum Dermal Harvest erschien im Februar 2012 bei diesem Label.

## Stil
Die Band spielt klassischen Death Metal, im Stile von Gruppen wie Bloodbath, At the Gates, Defleshed und Morbid Angel.

## Diskografie
- Rot (Single, 2010, Eigenveröffentlichung)
- Dermal Harvest (Album, 2013, Pulverised Records)